# Phe Trục
Phe Trục (tiếng Anh: Axis powers, tiếng Đức: Achsenmächte, tiếng Nhật: 枢軸国 Sūjikukoku, tiếng Ý: Potenze dell'Asse), còn được gọi là Khối Trục hoặc "Trục Roma–Berlin–Tokyo" (cũng được viết tắt là "Roberto" đọc là "Rô-béc-tô"), là các quốc gia chiến đấu chống lại lực lượng Đồng Minh trong Chiến tranh thế giới thứ hai. Các nước phe Trục đồng thuận về khoản đối địch với phe Đồng Minh, nhưng không có sự phối hợp hoàn toàn trong hành động.
Phe Trục nổi lên từ những nỗ lực ngoại giao của Đức, Ý và Nhật Bản hồi giữa thập niên 1930 nhằm đảm bảo những quyền lợi cụ thể của riêng họ trong việc bành trướng lãnh thổ, khởi đầu là hiệp ước giữa Đức và Ý được ký vào tháng 10 năm 1936. Ngày 1 tháng 11 cùng năm, Benito Mussolini tuyên bố rằng kể từ thời điểm đó tất cả các nước châu Âu khác sẽ quay quanh trục Rome-Berlin, đây là nguồn gốc của tên gọi "Khối Trục". Tiếp theo là việc ký kết bản hiệp ước chống Quốc tế Cộng sản vào tháng 11 năm 1936 giữa Đức và Nhật Bản, Ý gia nhập hiệp ước này năm 1937. Đến năm 1939, "Trục Rome–Berlin" trở thành một liên minh quân sự với "Hiệp ước thép", và "Hiệp ước tam cường" ký kết năm 1940 đã đi đến sự thống nhất các mục tiêu quân sự giữa Đức và hai đồng minh của nước này.
Tại thời điểm đỉnh cao trong Chiến tranh thế giới thứ hai, phe Trục đã làm chủ phần lớn châu Âu, Bắc Phi và Đông Á. Không thấy xuất hiện các cuộc họp thượng đỉnh ba bên và sự phối hợp hay hợp tác là ít ỏi, có chăng là đôi chút giữa Đức và Ý. Động thái các nước phe Trục là thất thường, một số nước chuyển phe hoặc thay đổi mức độ can thiệp quân sự trong tiến trình chiến tranh. Chiến tranh thế giới thứ hai kết thúc vào năm 1945 với thất bại của phe Trục đi kèm với đó là sự tan rã của liên minh giữa họ.

## Các quốc gia thành viên
Ba thế lực chính của phe Trục là:
| Đức | Ý | Nhật Bản |

Một số quốc gia và vùng lãnh thổ khác nằm trong khối Trục vì bị bắt buộc hay có tính cách bù nhìn, một số khác gia nhập rồi tách ra tùy theo hoàn cảnh chính trị quân sự nhất thời. Những quốc gia và vùng lãnh thổ này đóng vai trò quân sự hay chính trị không đáng kể, và gồm có:
| Bulgaria    | Hungary    | Romania  |
| Thái Lan    | Phần Lan   | Iraq     |
| Miến Điện   | Trung Quốc | Croatia  |
| Ý           | Campuchia  | Mãn Châu |
| Mông Cương  | Libya      | Đông Phi |
| Philippines | Slovakia   | Pháp     |
| Việt Nam    | Triều Tiên | Đài Loan |

## Hình thành
Vào ngày 7 tháng 12 năm 1941, Nhật Bản tấn công căn cứ hải quân của Mỹ tại Trân Châu Cảng, Hawaii. Theo như điều khoản của Hiệp ước Ba bên, Đức Quốc xã chỉ phải đứng ra bảo vệ đồng minh của mình khi họ bị tấn công. Vì Nhật Bản là đối tượng ra tay trước, Đức và Ý không có nghĩa vụ phải hỗ trợ cho tới khi Mỹ phản công. Mặc dù vậy, Hitler đã chính thức tuyên chiến với Mỹ và Ý cũng tuyên bố chiến tranh.
Nhà sử học Ian Kershaw cho rằng việc tuyên chiến với Mỹ là một sai lầm nghiêm trọng của Đức bởi điều này cho phép Mỹ tham chiến mà không vấp phải bất kỳ ràng buộc nào. Tuy nhiên xét mặt khác, những con tàu khu trục Mỹ trên thực tế đã ở vào tình trạng đối đầu với những chiếc tàu ngầm U-boat của Đức trên Đại Tây Dương trong vài tháng, và một lời tuyên chiến ngay lập tức có thể giúp U-boat tấn công bất ngờ vào lúc mà sự phòng thủ bên phía Mỹ còn yếu và kém tổ chức. Dù vậy kể từ thời điểm tham chiến, Mỹ đã đóng một vai trò chủ đạo trong việc tài trợ và tiếp tế cho phe Đồng Minh, trong hoạt động ném bom chiến lược và trong cuộc tiến công cuối cùng vào lãnh thổ Đức.